# Cobertura (finanças)
Em finanças, chama-se cobertura (hedge, em inglês) ao instrumento que visa proteger operações financeiras contra o risco de grandes variações de preço de um determinado ativo.
Hedge é uma operação que reduz ou elimina o risco com a variação de preços indesejados. Pensando de maneira diversa, o hedge serve para fixar o preço de um ativo, passivo, taxa de câmbio, taxa de juros, insumo/commodity ou uma dívida em um determinado período.

## Funcionamento
As operações de hedge mais comuns  são as que protegem exportadores e importadores de variações na taxa de câmbio. Normalmente essa proteção é feita com o uso de derivativos, como futuros nas Bolsas de negociação (como BM&F Bovespa), no mercado de balcão (Bancos) como os NDFs (non deliverable forward) ou Swaps. Enquanto os futuros tem ajustes diários das diferenças de preços, nos derivativos de Balcão, os pagamentos das diferenças de preços são realizadas ao final do contrato. Não existe troca de principal, somente da diferença entre o preço contratado e o preço no vencimento da operação.
O valor a pagar ou receber no derivativo vai compensar o pagamento a maior ou menor do objeto do hedge (Exportação, Importação, Dívida ou commodity).
O hedge não tem como objetivo proporcionar ganhos ou perdas; serve para fixar o preço em uma data futura. A operação de hedge precisa ser olhada como um todo - o objeto do hedge mais o resultado do derivativo usado para isso.

## Instrumentos práticos de cobertura
Os principais instrumentos de cobertura são:
- Contratos a termo. Contrato não padronizado entre duas partes para comprar ou vender um ativo em uma data no futuro a um preço acordado hoje

- Contratos de futuros. Contratos de compra e venda padronizados, notadamente no que se refere às características do produto negociado, conforme regulamentação da B3
- Opções. Contrato financeiro que dá a seu comprador, ou titular, a opção de comprar ou de vender o ativo objeto por um preço predeterminado até uma data predeterminada

## Exemplo
Uma empresa exportadora de petróleo deseja fixar o preço de venda do petróleo no valor atual do mercado, de US$ 100,00. Segundo as análises do financeiro da companhia, essa operação é interessante dado uma possível queda nos preços futuros do petróleo. Portanto, ela lança um contrato futuro de venda de petróleo no preço de US$ 100,00. O comprador do contrato terá a obrigação de pagar pelo petróleo no dia do vencimento o preço US$ 100,00, independente do preço do mercado nesse dia.
Do outro lado, uma empresa aérea deseja fixar o preço de compra do petróleo para o abastecimento de suas aeronaves acreditando em uma possível subida do preço do petróleo, além de assegurar maior rigidez nos seus custos operacionais. Desse modo, ela fecha o contrato futuro de compra de petróleo a US$ 100,00 no dia do vencimento com a empresa exportadora de petróleo. Perceba que o contrato é, em teoria, um benefício mútuo, já que pode ajudar ambas companhias.
Entretanto, no dia do vencimento o petróleo apresenta preço de US$ 90,00. Logo, a companhia exportadora (vendedora do contrato) foi beneficiada por vender o petróleo nesse dia a US$ 100,00 ao invés do preço atual do mercado de US$ 90,00. A companhia aérea (compradora do contrato) saiu perdendo porque poderia comprar o petróleo a US$ 90,00 (valor atual) ao invés dos US$ 100,00 fechados no contrato.
Porém, mesmo que o contrato tenha sido favorável para a empresa exportadora, ele manteve os custos da empresa aérea fixos. Como é impossível prever o futuro do preço de qualquer mercadoria, a opção do hedge poderá continuar sendo utilizada pela empresa aérea como forma de se proteger contra um aumento rápido de seus custos operacionais com o combustível de suas aeronaves.